# Nota de amor
Nota de amor (in italiano: "nota d'amore") è un singolo del rapper portoricano Wisin, e del cantante colombiano Carlos Vives, pubblicato il 30 gennaio 2015 e contenuto nell'album Los Vaqueros: La Trilogía di Wisin.